# نیوآلملو، کانزاس
نیوآلملو (به انگلیسی: New Almelo) یک منطقهٔ مسکونی در ایالات متحده آمریکا است که در شهرستان نورتون، کانزاس واقع شده‌است. نیوآلملو ۷۳۲ متر بالاتر از سطح دریا واقع شده‌است.